# ジュリオ・カッチーニ
ジュリオ・カッチーニ（Giulio Caccini, 1545年/1551年頃 - 1618年12月10日）はイタリア・ルネサンス音楽末期、バロック音楽初期の作曲家。ヤコポ・ペーリとならんでモノディー様式の代表的な音楽家の一人として知られる。
作曲家フランチェスカ・カッチーニとセッティミア・カッチーニは娘。

## 生涯
カッチーニの前半生についてはほとんど知られていないが、ローマかティヴォリのどちらかで生まれ、フィレンツェの彫刻家ジョヴァンニ・カッチーニ（Giovanni Caccini）と関連があるかもしれないとされる。ローマで彼はリュート、ヴィオール、ハープを習い、歌手としての名声を博しはじめた。1560年代、コジモ・デ・メディチが彼の才能に感銘を受け、若きカッチーニを更なる勉学のためにフィレンツェへ招いた。
1579年には、カッチーニはメディチ家の宮廷で歌手をしていた。彼の声域はテノールであり、また自分自身でヴィオールの伴奏を付けることができた。彼は婚礼や国事など様々な宴会で歌い、当時の壮麗なインテルメディオ（オペラの先駆の一つとされる、精密な音楽・劇・映像的見せ物）で役目を果たした。またこの時期に、彼は人文学者、作家、音楽家、考古学者達の活動に加わった。彼らはジョヴァンニ・デ・バルディ（Giovanni de' Bardi）伯爵の邸宅に集まり、失われたと思われている古代ギリシャの劇音楽の栄光を復活させようとする団体、「カメラータ」を結成した。カッチーニの歌手、楽器奏者、作曲家としての才能によって、カメラータはモノディ様式を確立し、それはルネッサンス末期のポリフォニー音楽の慣習からの革命的な新発展となった。
16世紀末の20年間、カッチーニは歌手、教師、作曲家としての仕事を続けた。彼の教師としての影響力は過小評価されているかも知れないが、何十人もの歌手に新たなスタイルで歌うことを教えている。その教え子の中には、クラウディオ・モンテヴェルディの最初のオペラ「オルフェーオ」の主役として歌ったカストラートのジョヴァンニ・グアルベルト・マリ（Giovanni Gualberto Magli）もいた。
カッチーニは、加えて少なくとも1回、1592年にバルディ伯爵の秘書としてローマへ旅している。彼自身の著作によって、彼の音楽と歌は熱狂的な反応を得た。しかしながら、パレストリーナとローマ楽派の本拠であるローマは、音楽面で保守的であり、この地でのカッチーニの様式的先導に追従する音楽は、1600年を過ぎる頃までは比較的まれな存在であった。
カッチーニの人柄は完全に高貴といえるものではなかったようである。彼はしばしば、プロとしての生活だけでなくメディチ家での昇進においても、羨望や嫉妬に突き動かされていた。ある時、彼はフランチェスコ大公（フランチェスコ1世・デ・メディチFrancesco I de' Medici）に一組の愛人のことを伝えた—ピエトロ・デ・メディチ（Pietro de' Medici）の妻であるエレオノーラ（Eleonora）が、ベルナルディーノ・アンティノーリ（Bernardino Antinori）と密通していたのである—。そして彼の報告が、ピエトロによるエレオノーラ殺害を引き起こす直接の原因となったのである。カッチーニの、エミリオ・デ・カヴァリエーリ（Emilio de' Cavalieri）やヤコポ・ペーリとの競争は激しいものだったようである：彼はおそらく、カヴァリエーリを1600年に行われたフランス王アンリ4世とマリア・デ・メディチの婚礼祭の指揮者の座から降ろさせた人物の一人であろうとされる（この出来事によって、カヴァリエーリは激怒してフィレンツェを去った）。また彼は、自作のオペラ『エウリディーチェ』（Euridice）を、同じ題材で発表しようとしていたペーリの作品に先んじて印刷し、同時に彼のグループの歌手達に、ペーリの作品の出版に一切協力しないように頼んでさえいたらしいのである。
1605年以降もカッチーニはアンティフォナなど宗教音楽の作曲や演奏で役割を果たしていたが、彼の影響力は衰えていった。カッチーニはフィレンツェで逝去し、聖アヌンツィアータ教会に埋葬されている。

## 音楽と影響
スティーレ・レチタティーヴォ（stile recitativo）と呼ばれた新たに生み出されたモノディ形式は、フィレンツェだけでなく、イタリアの他の地方でも評判になった。フィレンツェとヴェネツィアは、16世紀末には最も先進的な音楽の発信地であり、それぞれの地における音楽的発明の融合が、結果としてバロック様式として知られるものを発展させた。カッチーニの功績は、演説などで簡単に理解可能となる直接的な音楽の表現様式の考案である。この表現様式は後にオペラのレチタティーヴォに発展し、その他多くのバロック音楽の様式的あるいは本文的要素に影響を与えた。
カッチーニの最も影響を及ぼした作品は、1601年に出版された『新しい音楽』と題する、マドリガーレや単声と通奏低音のための音楽などの曲集である。この書物の導入部は、当時のモノディ様式の趣旨、目的および正しい演奏法について最も明確に書かれた描写かも知れない。それには装飾の音楽的実例が含まれている—たとえば、歌手達が説明してほしがっている素直な感情に基づいた、特定の楽節を異なった目的に装飾する方法など—。また、彼自身が創作した様式に対する感情溢れる賞賛も含まれており、同時期のより保守的な作曲家たちの作品を見下して楽しんでいるようである。

## 作品とその傾向
カッチーニは以下の3つのオペラ作品を執筆した。
- エウリディーチェ Euridice （1600年）
- チェファロの強奪 Il rapimento di Cefalo （1600年）
- エウリディーチェ（第2作） Euridice （1602年）

ただし、最初の2作品は他の人物の曲が含まれている（最初の「エウリディーチェ」は大部分がペーリの曲である）。加えて、彼はインテルメディオ「Io che dal ciel cader farei la luna」（1589年）の曲も作曲している。また、以下の2冊の歌曲とマドリガーレの曲集を刊行している。
- 曲集・教則本『新しい音楽』Le Nuove Musiche （1601年）
- 曲集・教則本『新しい音楽と新しい書法』Nuove Musiche e nuova maniera di scriverle （1614年）

マドリガーレのほとんどは通作で、反復はほとんど用いられていないが、一部の歌曲は有節である。フィレンツェの記録によるとカッチーニは1610年頃に多声音楽に関わっていたとされるが、彼の多声のための歌曲は現存しない。いずれにしても、そのような表現方法は彼にとって受け入れがたいものであったのだろう。彼は主として単声音楽の作曲家であり、その才能のために彼は広く名声を得たのである。

## "カッチーニのアヴェ・マリア"
『カッチーニのアヴェ・マリア』は、実際には1970年頃ソ連の音楽家ウラディーミル・ヴァヴィロフ(Vladimir Vavilov 1925-73)によって作曲された歌曲である。1970年にリリースされたウラディーミル・ヴァヴィロフのアルバム『Лютневая музыка XVI—XVII веков』（訳：16世紀から17世紀のリュート音楽）に収録されている。このアルバムは10曲中9曲がオリジナル曲であるにもかかわらず、オリジナル曲無しとしてリリースされ、その経緯については Лютневая музыка XVI—XVII веков を参照。
1991年のソビエト連邦の崩壊まで、ソ連国外では録音も楽譜も知られていなかった。出典が明らかにされず、現在入手出来る出版譜は全て編曲されたもので、歌詞がただ"Ave Maria"を繰り返すだけという内容もバロックの様式とは相容れない。
ヴァヴィロフは自作を古典作曲家の名前を借りて発表する事がよくあったが、1970年にオリジナル曲がリリースされた当初は「作曲者不詳」の『アヴェ・マリア』として発表していた。1973年に作曲者のヴァヴィロフが亡くなる。オリジナル曲と同一レーベルのメロディアから1975年にIrina Bogachevaの歌唱によるアルバム『Старинные Арии』がリリースされるが、この時点で既にジュリオ・カッチーニ作曲となっている。ヴァヴィロフの没後十年を経てCD録音されたMaria Bieshuの『Russian Vocal School』(1996)やイネッサ・ガランテの『Debut』(1995)では作曲者が"D. Caccini"と表記され、ジュリオ・カッチーニの作として広まった。
初期の録音にはBieshuとガランテのほか、Irina Arkhipova(1988)、Lina Mkrtchyan(1991)、スラヴァ(1993)とソ連のアーティストによる演奏が並ぶ。20世紀末スラヴァやレスリー・ギャレット(1997)のCDで一気に知名度が高まり、多くの歌手が録音し映画にも使われた。日本ではスラヴァの『アヴェ・マリア』が1995年（イギリス版は1993年）に発売され、30万枚以上売れ、カッチーニのアヴェ・マリアが有名となる。
以上のような事実はCDや楽譜の楽曲解説では言及が無く、現在一般にはカッチーニ作品と誤認されている。

### カバー曲
- Irina Bogacheva - Старинные Арии（1975年、メロディア）[4]
- Ilga Tiknuse - Rietumeiropas Klasika（1979年、メロディア）[7]
- Irina Arkhipova - Ave Maria（1988年、メロディア）[8]
- Lusine Zakaryan - Ave Maria（1990年、メロディア）[9]
- Lina Mkrtchyan - ...And Life Of Future Century...（1991年）[10]

1991年末にソ連が崩壊し、ソ連国外でも本曲が知られるようになる。ソ連崩壊以前は、ソ連とソ連国外の文化的交流が少なかった。
- スラヴァ - Ave Maria（1993年）[11]
- イネッサ・ガランテ - Debut（1995年）[12]
- Maria Bieșu - Russian Vocal School（1996年）
- Lesley Garrett - A Soprano Inspired（1997年）[13]

これ以降、世界中の無数の歌手に歌われる。以下、日本在住の歌手限定。歌唱無しの演奏も無数にある。
- 本田美奈子. - AVE MARIA（2003年）
- ナターシャ・グジー - ナタリア（2004年）
- 鈴木慶江 - Regalo～ベスト・オブ・鈴木慶江（2006年）
- 中丸三千繪 - 20周年記念ベスト（2006年）
- 岡本知高 - ソプラニスタ・ザ・ベスト（2007年）
- 新垣勉 - 新垣勉の軌跡（2007年）
- 平原綾香 - 新世界（2009年）、Ave Maria! 〜シューベルト〜（2009年）、my Classics!（2009年）
- 幸田浩子 - カリヨン／幸田浩子 〜愛と祈りを歌う（2009年）
- 安田祥子 - なつかしき愛の歌（2009年）
- 佐藤しのぶ - アヴェ・マリア～佐藤しのぶシングス・フェイバリット・ソングス（2009年）
- 森麻季 - アヴェ・マリア（2011年）
- 辰巳真理恵 - Ba,Be,Bi,Bo,Bu（2018年）
- 藤木大地 - 愛のよろこびは（2018年）
- サラ・オレイン - Timeless ～サラ・オレイン・ベスト（2018年）[14]
- LE VELVETS - PRAYLIST（2020年）

## 参照
1. ↑  “В. Вавилов / В. Буяновский / Н. Вайнер / М. Шахин / В. Курлин / Л. Перепелкин - Лютневая Музыка”. Discogs. 2025年8月17日閲覧。
2. ↑  “‎Лютневая музыка XVI–XVII веков - ウラディーミル・ヴァヴィロフのアルバム - Apple Music”. 2025年8月16日閲覧。
3. ↑  “Владимир Вавилов - Лютневая музыка”. Discogs. 2025年8月17日閲覧。
4. 1 2  “Ирина Богачева - Старинные Арии”. Discogs. 2025年8月19日閲覧。
5. ↑  “Vyatcheslav Kagan-Paley - Ave Maria”. Discogs. 2025年8月17日閲覧。
6. ↑  “Slava / スラヴァ プロフィール | Warner Music Japan”. ワーナーミュージック・ジャパン | Warner Music Japan. 2025年8月17日閲覧。
7. ↑  “Ilga Tiknuse - Rietumeiropas Klasika”. Discogs. 2025年8月19日閲覧。
8. ↑  “Irina Arkhipova, Oleg Yanchenko - Ave Maria”. Discogs. 2025年8月17日閲覧。
9. ↑  “J. S. Bach, L. Luzzi, J. Arcadelt, D. Dente, L. Cherubini, G. Caccini, F. Schubert - Lusine Zakaryan, Levon Abramyan - Ave Maria”. Discogs. 2025年8月19日閲覧。
10. ↑  “Lina Mkrtchyan - ...And Life Of Future Century...”. Discogs. 2025年8月17日閲覧。
11. ↑  “Vyatcheslav Kagan-Paley - Ave Maria”. Discogs. 2025年8月17日閲覧。
12. ↑  “Inessa Galante - Debut”. Discogs. 2025年8月17日閲覧。
13. ↑  “Lesley Garrett - A Soprano Inspired”. Discogs. 2025年8月17日閲覧。
14. ↑  “Timeless ～サラ･オレイン･ベスト SHM-CD CD - サラ・オレイン - UNIVERSAL MUSIC JAPAN”. サラ オレイン. 2025年8月17日閲覧。